# Cy Young Award
Il Cy Young Award è un premio assegnato annualmente al miglior lanciatore della Major League Baseball, questo riconoscimento viene dato ogni anno a due giocatori: uno per l'American League e uno per la National League. Il premio fu assegnato per la prima volta nel 1956 dal commissario della MLB Ford Frick per onorare la memoria del lanciatore Cy Young, membro della Baseball Hall of Fame e deceduto l'anno precedente. Inizialmente il premio era unico e veniva consegnato al lanciatore che si era maggiormente distinto tra le due leghe, a partire dal 1967 il premio è stato assegnato ad un lanciatore per ciascuna lega.
La scelta dei vincitori è affidata ai voti dati dai membri della Baseball Writers Association of America. Ciascun votante consegna una classifica dei primi tre migliori lanciatori secondo il suo giudizio, il risultato totale viene calcolato tramite una formula che tiene conto del valore dei voti espressi dai singoli. Il giocatore che ottiene il maggior numero di preferenze si aggiudica il premio, se due lanciatori ottengono pari punteggio il premio viene assegnato ad entrambi. L'attuale meccanismo di voto è in vigore dal 1970, prima di allora i giornalisti esprimevano un unico giudizio sul miglior lanciatore e il risultato finale era calcolato assegnando un punto per ogni voto.

## Storia

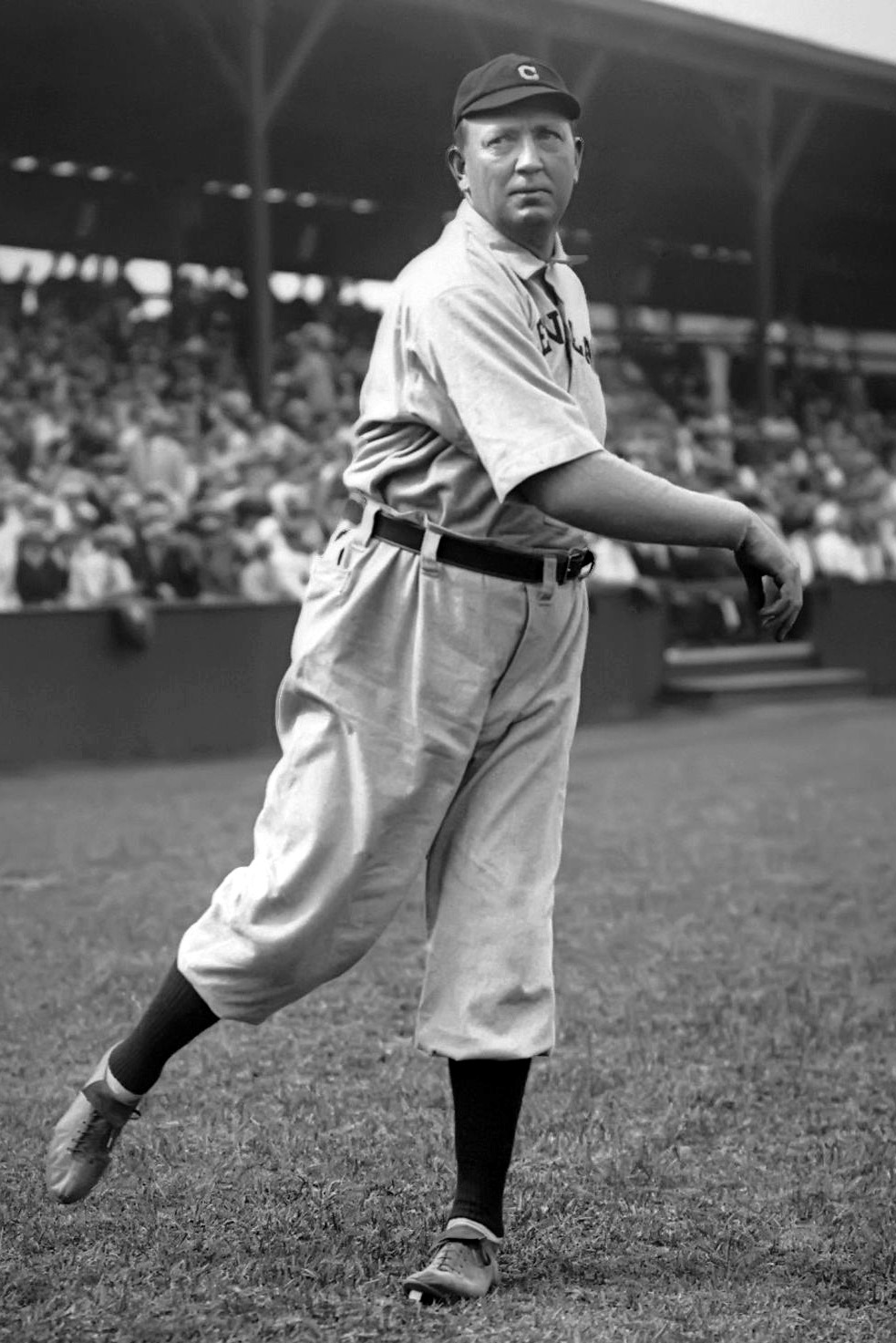
Cy Young, il giocatore a cui è dedicato il premio per il miglior lanciatore.

Il Cy Young Award nacque nel 1956 per iniziativa di Ford Frick con l'intento di onorare Cy Young da poco scomparso. Il premio è destinato ai soli lanciatori poiché quello era il ruolo ricoperto da Young durante la sua carriera. Nel 1967, quando Frick andò in pensione, il nuovo commissario della MLB William Eckert decise di accogliere le numerose richieste dei tifosi e di assegnare il riconoscimento a due giocatori ogni anno, uno della AL e uno della NL.
Dal 1956 al 1958 rimase in vigore la regola che vietava di assegnare il premio ad un giocatore per più di una volta, dal 1959 questa norma fu abolita e furono ammessi i plurivincitori. Il primo giocatore a vincere per due volte il premio fu Sandy Koufax che lo ottenne per la prima volta nel 1963 e la seconda nel 1965. Koufax fu anche il primo vincitore eletto con l'unanimità dei voti. Attualmente sono 16 i lanciatori che hanno vinto in carriera due o più volte il Cy Young Award. Il processo di voto fu riformato dopo che nel 1969 si verificò una parità tra i voti ottenuti da Mike Cuellar e Denny McLain, con conseguente assegnazione ex aequo del premio.
Il primo giocatore a vincere questo riconoscimento fu Don Newcombe dei Brooklyn Dodgers, il primo mancino ad ottenere il premio fu invece Warren Spahn, nel 1957. Nel 1974 Mike Marshall fu il primo lanciatore non partente a vincere il riconoscimento. Il più anziano vincitore fu Roger Clemens che nel 2004 ottenne il premio (per la settima volta in carriera, record assoluto) all'età di 42 anni, mentre il più giovane fu Dwight Gooden nel 1985 all'età di soli 20 anni.

## Vincitori
| Legenda | Legenda                             |
| ------- | ----------------------------------- |
| ERA     | Media PGL                           |
| *       | Nominato anche Most Valuable Player |
| **      | Nominato anche Rookie of the Year   |

### Premio unico (1956-1966)

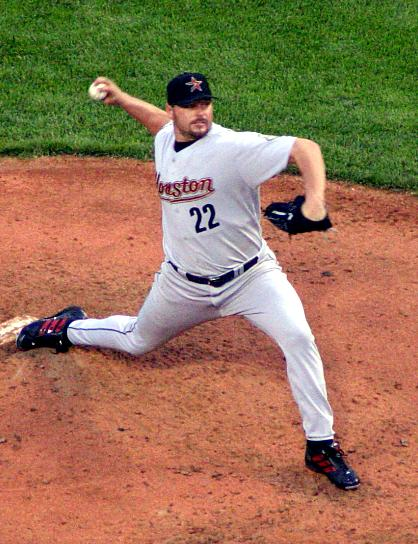
Roger Clemens, sette volte vincitore.

| Anno | Lanciatore    | Squadra                  | Record | Salvezze | ERA  | Note   |
| ---- | ------------- | ------------------------ | ------ | -------- | ---- | ------ |
| 1956 | Don Newcombe* | Brooklyn Dodgers (NL)    | 27–7   | 0        | 3.06 | [ 5 ]  |
| 1957 | Warren Spahn  | Milwaukee Braves (NL)    | 21–11  | 3        | 2.69 | [ 6 ]  |
| 1958 | Bob Turley    | New York Yankees (AL)    | 21–7   | 1        | 2.97 | [ 7 ]  |
| 1959 | Early Wynn    | Chicago White Sox (AL)   | 22–10  | 0        | 3.17 | [ 8 ]  |
| 1960 | Vern Law      | Pittsburgh Pirates (NL)  | 20–9   | 0        | 3.08 | [ 9 ]  |
| 1961 | Whitey Ford   | New York Yankees (AL)    | 25–4   | 0        | 3.21 | [ 10 ] |
| 1962 | Don Drysdale  | Los Angeles Dodgers (NL) | 25–9   | 1        | 2.84 | [ 11 ] |
| 1963 | Sandy Koufax* | Los Angeles Dodgers (NL) | 25–5   | 0        | 1.88 | [ 12 ] |
| 1964 | Dean Chance   | Los Angeles Angels (AL)  | 20–9   | 4        | 1.65 | [ 13 ] |
| 1965 | Sandy Koufax  | Los Angeles Dodgers (NL) | 26–8   | 2        | 2.04 | [ 14 ] |
| 1966 | Sandy Koufax  | Los Angeles Dodgers (NL) | 27–9   | 0        | 1.73 | [ 15 ] |

### American League (1967-)

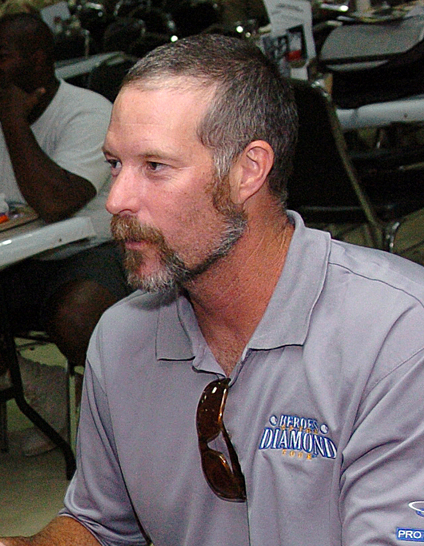
Jack McDowell, vincitore nel 1993.

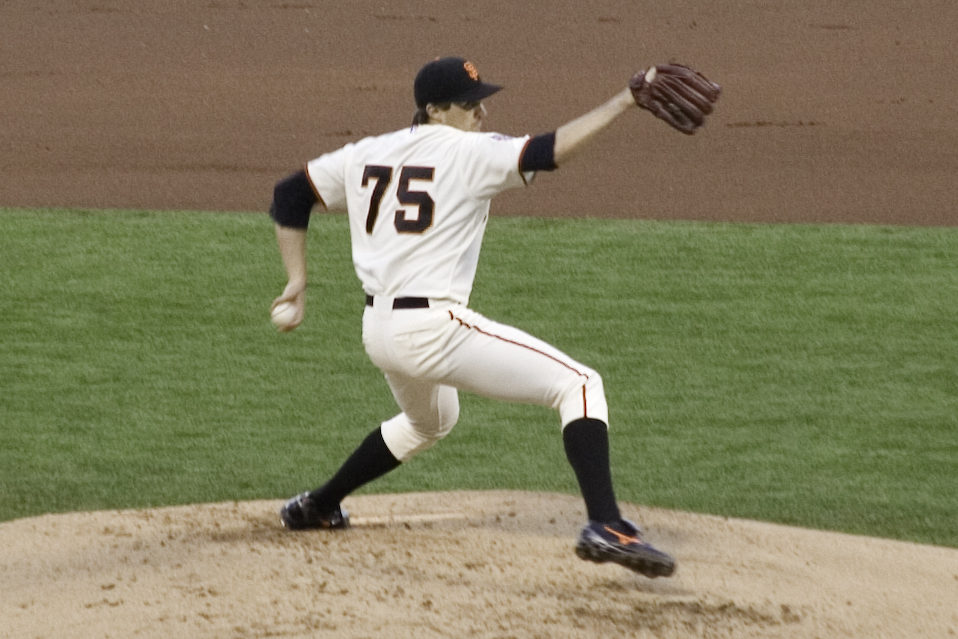
Barry Zito, vincitore nel 2002.

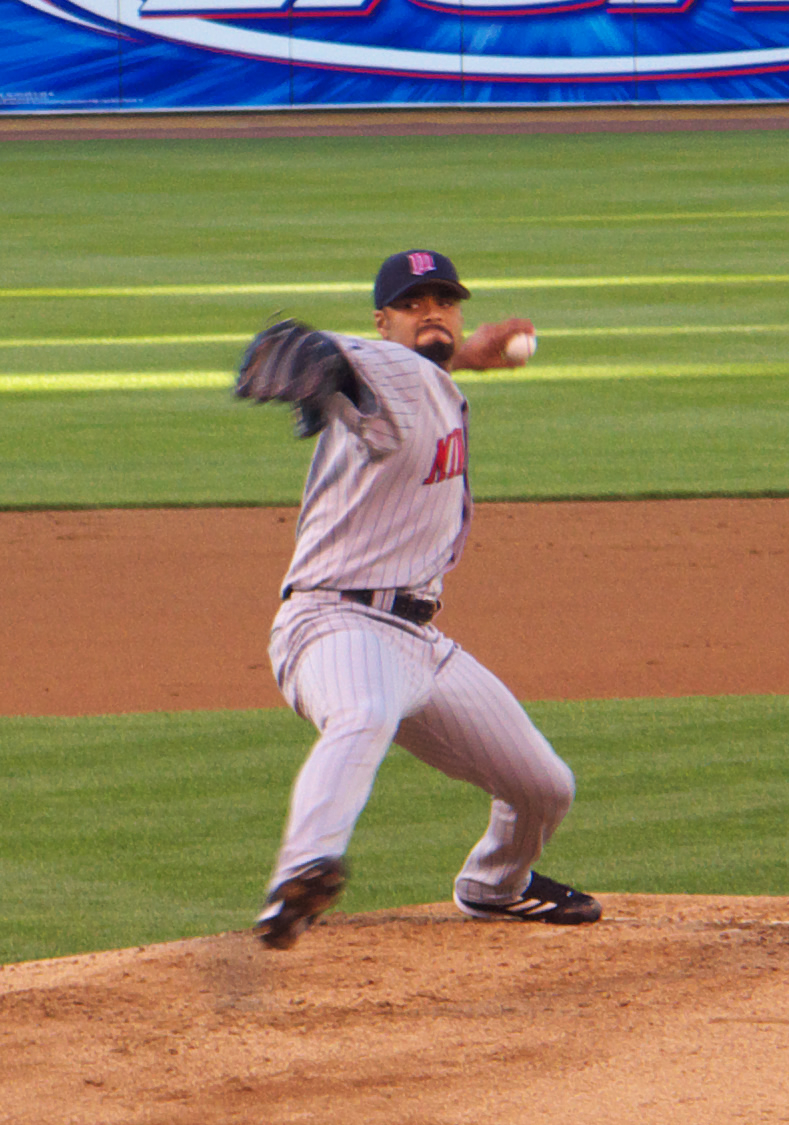
Johan Santana, due volte vincitore.

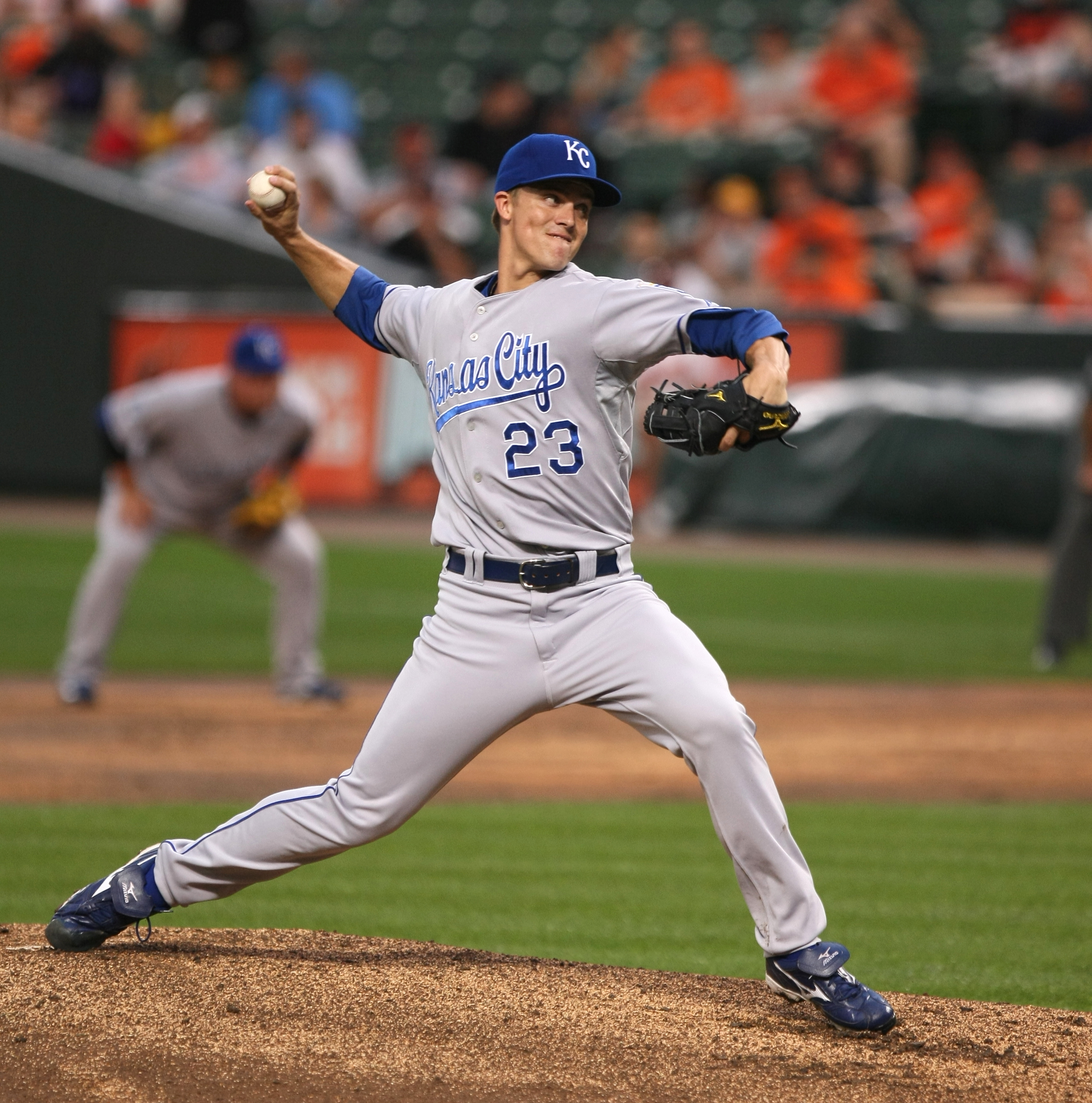
Zack Greinke, vincitore nel 2009.

| Anno | Lanciatore                | Squadra                          | Record     | Salvezze | ERA       | Note   |
| ---- | ------------------------- | -------------------------------- | ---------- | -------- | --------- | ------ |
| 1967 | Jim Lonborg               | Boston Red Sox                   | 22–9       | 0        | 3.16      | [ 16 ] |
| 1968 | Denny McLain*             | Detroit Tigers                   | 31–6       | 0        | 1.96      | [ 17 ] |
| 1969 | Mike Cuellar Denny McLain | Baltimore Orioles Detroit Tigers | 23–11 24–9 | 0        | 2.38 2.80 | [ 18 ] |
| 1970 | Jim Perry                 | Minnesota Twins                  | 24–12      | 0        | 3.04      | [ 19 ] |
| 1971 | Vida Blue*                | Oakland Athletics                | 24–8       | 0        | 1.82      | [ 20 ] |
| 1972 | Gaylord Perry             | Cleveland Indians                | 24–16      | 1        | 1.92      | [ 21 ] |
| 1973 | Jim Palmer                | Baltimore Orioles                | 22–9       | 1        | 2.40      | [ 22 ] |
| 1974 | Catfish Hunter            | Oakland Athletics                | 25–12      | 0        | 2.49      | [ 23 ] |
| 1975 | Jim Palmer                | Baltimore Orioles                | 23–11      | 1        | 2.09      | [ 24 ] |
| 1976 | Jim Palmer                | Baltimore Orioles                | 22–13      | 0        | 2.51      | [ 25 ] |
| 1977 | Sparky Lyle               | New York Yankees                 | 13–5       | 26       | 2.17      | [ 26 ] |
| 1978 | Ron Guidry                | New York Yankees                 | 25–3       | 0        | 1.74      | [ 27 ] |
| 1979 | Mike Flanagan             | Baltimore Orioles                | 23–9       | 0        | 3.08      | [ 28 ] |
| 1980 | Steve Stone               | Baltimore Orioles                | 25–7       | 0        | 3.23      | [ 29 ] |
| 1981 | Rollie Fingers*           | Milwaukee Brewers                | 6–3        | 28       | 1.04      | [ 30 ] |
| 1982 | Pete Vuckovich            | Milwaukee Brewers                | 18–6       | 0        | 3.34      | [ 31 ] |
| 1983 | LaMarr Hoyt               | Chicago White Sox                | 24–10      | 0        | 3.66      | [ 32 ] |
| 1984 | Willie Hernández*         | Detroit Tigers                   | 9–3        | 32       | 1.92      | [ 33 ] |
| 1985 | Bret Saberhagen           | Kansas City Royals               | 20–6       | 0        | 2.87      | [ 34 ] |
| 1986 | Roger Clemens*            | Boston Red Sox                   | 24–4       | 0        | 2.48      | [ 35 ] |
| 1987 | Roger Clemens             | Boston Red Sox                   | 20–9       | 0        | 2.97      | [ 36 ] |
| 1988 | Frank Viola               | Minnesota Twins                  | 24–7       | 0        | 2.64      | [ 37 ] |
| 1989 | Bret Saberhagen           | Kansas City Royals               | 23–6       | 0        | 2.16      | [ 38 ] |
| 1990 | Bob Welch                 | Oakland Athletics                | 27–6       | 0        | 2.95      | [ 39 ] |
| 1991 | Roger Clemens             | Boston Red Sox                   | 18–10      | 0        | 2.62      | [ 40 ] |
| 1992 | Dennis Eckersley*         | Oakland Athletics                | 7–1        | 51       | 1.91      | [ 41 ] |
| 1993 | Jack McDowell             | Chicago White Sox                | 22–10      | 0        | 3.37      | [ 42 ] |
| 1994 | David Cone                | Kansas City Royals               | 16–5       | 0        | 2.94      | [ 43 ] |
| 1995 | Randy Johnson             | Seattle Mariners                 | 18–2       | 0        | 2.48      | [ 44 ] |
| 1996 | Pat Hentgen               | Toronto Blue Jays                | 20–10      | 0        | 3.22      | [ 45 ] |
| 1997 | Roger Clemens             | Toronto Blue Jays                | 21–7       | 0        | 2.05      | [ 46 ] |
| 1998 | Roger Clemens             | Toronto Blue Jays                | 20–6       | 0        | 2.65      | [ 47 ] |
| 1999 | Pedro Martínez            | Boston Red Sox                   | 23–4       | 0        | 2.07      | [ 48 ] |
| 2000 | Pedro Martínez            | Boston Red Sox                   | 18–6       | 0        | 1.74      | [ 49 ] |
| 2001 | Roger Clemens             | New York Yankees                 | 20–3       | 0        | 3.51      | [ 50 ] |
| 2002 | Barry Zito                | Oakland Athletics                | 23–5       | 0        | 2.75      | [ 51 ] |
| 2003 | Roy Halladay              | Toronto Blue Jays                | 22–7       | 0        | 3.25      | [ 52 ] |
| 2004 | Johan Santana             | Minnesota Twins                  | 20–6       | 0        | 2.61      | [ 53 ] |
| 2005 | Bartolo Colón             | Los Angeles Angels               | 21–8       | 0        | 3.48      | [ 54 ] |
| 2006 | Johan Santana             | Minnesota Twins                  | 19–6       | 0        | 2.77      | [ 55 ] |
| 2007 | CC Sabathia               | Cleveland Indians                | 19–7       | 0        | 3.21      | [ 56 ] |
| 2008 | Cliff Lee                 | Cleveland Indians                | 22–3       | 0        | 2.54      | [ 57 ] |
| 2009 | Zack Greinke              | Kansas City Royals               | 16–8       | 0        | 2.16      | [ 58 ] |
| 2010 | Félix Hernández           | Seattle Mariners                 | 13–12      | 0        | 2.27      | [ 59 ] |
| 2011 | Justin Verlander*         | Detroit Tigers                   | 24–5       | 0        | 2.40      | [ 60 ] |
| 2012 | David Price               | Tampa Bay Rays                   | 20–5       | 0        | 2.56      | [ 61 ] |
| 2013 | Max Scherzer              | Detroit Tigers                   | 21–3       | 0        | 2.90      | [ 62 ] |
| 2014 | Corey Kluber              | Cleveland Indians                | 18–9       | 0        | 2.69      |        |
| 2015 | Dallas Keuchel            | Houston Astros                   | 20–8       | 0        | 2.48      | [ 63 ] |
| 2016 | Rick Porcello             | Boston Red Sox                   | 22-4       | 0        | 3.14      | [ 64 ] |
| 2017 | Corey Kluber              | Cleveland Indians                | 18-4       | 0        | 2.25      | [ 65 ] |
| 2018 | Blake Snell               | Tampa Bay Rays                   | 21-5       | 0        | 1.89      |        |
| 2019 | Justin Verlander          | Houston Astros                   | 21-6       | 0        | 2.58      |        |
| 2020 | Shane Bieber              | Cleveland Indians                | 8-1        | 0        | 1.63      |        |
| 2021 | Robbie Ray                | Toronto Blue Jays                | 13-7       | 0        | 2.84      |        |

### National League (1967-)

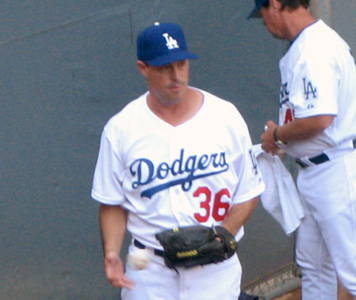
Greg Maddux, quattro volte vincitore.

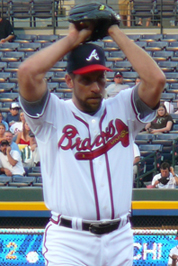
John Smoltz, vincitore nel 1996.

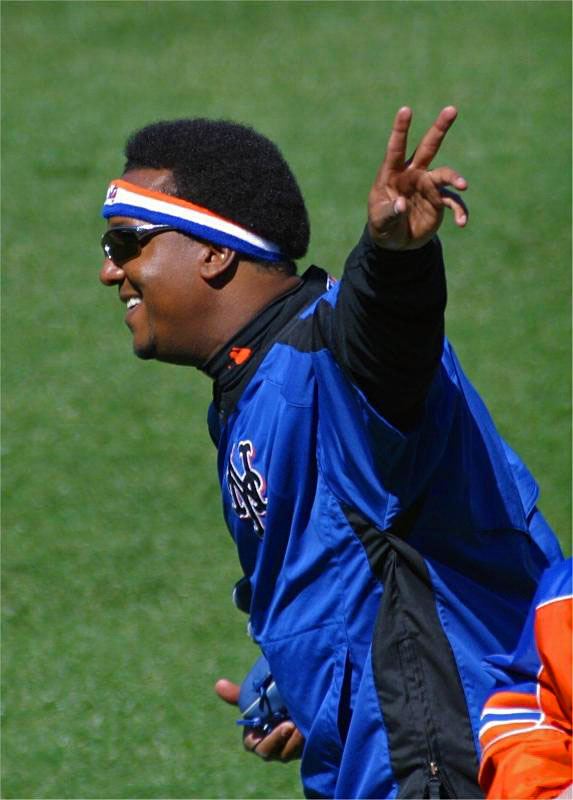
Pedro Martínez, tre volte vincitore.

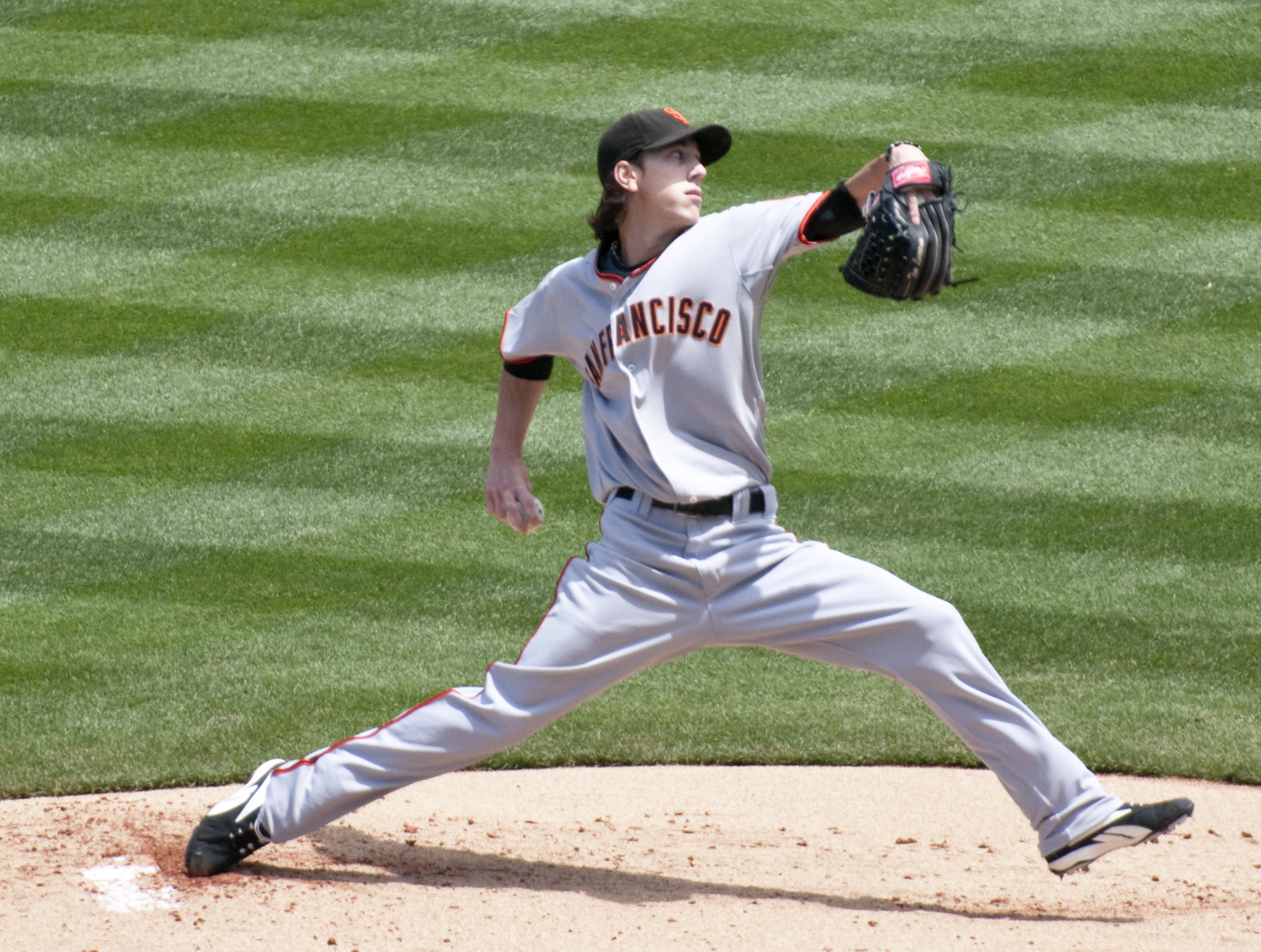
Tim Lincecum, due volte vincitore.

| Anno | Lanciatore            | Squadra               | Record | Salvezze | ERA  | Note    |
| ---- | --------------------- | --------------------- | ------ | -------- | ---- | ------- |
| 1967 | Mike McCormick        | San Francisco Giants  | 22–10  | 0        | 2.85 | [ 66 ]  |
| 1968 | Bob Gibson*           | St. Louis Cardinals   | 22–9   | 0        | 1.12 | [ 67 ]  |
| 1969 | Tom Seaver            | New York Mets         | 25–7   | 0        | 2.21 | [ 68 ]  |
| 1970 | Bob Gibson            | St. Louis Cardinals   | 23–7   | 0        | 3.12 | [ 69 ]  |
| 1971 | Ferguson Jenkins      | Chicago Cubs          | 24–13  | 0        | 2.77 | [ 70 ]  |
| 1972 | Steve Carlton         | Philadelphia Phillies | 27–10  | 0        | 1.98 | [ 71 ]  |
| 1973 | Tom Seaver            | New York Mets         | 19–10  | 0        | 2.08 | [ 72 ]  |
| 1974 | Mike Marshall         | Los Angeles Dodgers   | 15–12  | 21       | 2.42 | [ 73 ]  |
| 1975 | Tom Seaver            | New York Mets         | 22–9   | 0        | 2.38 | [ 74 ]  |
| 1976 | Randy Jones           | San Diego Padres      | 22–14  | 0        | 2.74 | [ 75 ]  |
| 1977 | Steve Carlton         | Philadelphia Phillies | 23–10  | 0        | 2.64 | [ 76 ]  |
| 1978 | Gaylord Perry         | San Diego Padres      | 21–6   | 0        | 2.73 | [ 77 ]  |
| 1979 | Bruce Sutter          | Chicago Cubs          | 6–6    | 37       | 2.22 | [ 78 ]  |
| 1980 | Steve Carlton         | Philadelphia Phillies | 24–9   | 0        | 2.34 | [ 79 ]  |
| 1981 | Fernando Valenzuela** | Los Angeles Dodgers   | 13–7   | 0        | 2.48 | [ 80 ]  |
| 1982 | Steve Carlton         | Philadelphia Phillies | 23–11  | 0        | 3.11 | [ 81 ]  |
| 1983 | John Denny            | Philadelphia Phillies | 19–6   | 0        | 2.37 | [ 82 ]  |
| 1984 | Rick Sutcliffe        | Chicago Cubs          | 16–1   | 0        | 2.69 | [ 83 ]  |
| 1985 | Dwight Gooden         | New York Mets         | 24–4   | 0        | 1.53 | [ 84 ]  |
| 1986 | Mike Scott            | Houston Astros        | 18–10  | 0        | 2.22 | [ 85 ]  |
| 1987 | Steve Bedrosian       | Philadelphia Phillies | 5–3    | 40       | 2.83 | [ 86 ]  |
| 1988 | Orel Hershiser        | Los Angeles Dodgers   | 23–8   | 1        | 2.26 | [ 87 ]  |
| 1989 | Mark Davis            | San Diego Padres      | 4–3    | 44       | 1.85 | [ 88 ]  |
| 1990 | Doug Drabek           | Pittsburgh Pirates    | 22–6   | 0        | 2.76 | [ 89 ]  |
| 1991 | Tom Glavine           | Atlanta Braves        | 20–11  | 0        | 2.55 | [ 90 ]  |
| 1992 | Greg Maddux           | Chicago Cubs          | 20–11  | 0        | 2.18 | [ 91 ]  |
| 1993 | Greg Maddux           | Atlanta Braves        | 20–10  | 0        | 2.36 | [ 92 ]  |
| 1994 | Greg Maddux           | Atlanta Braves        | 16–6   | 0        | 1.56 | [ 93 ]  |
| 1995 | Greg Maddux           | Atlanta Braves        | 19–2   | 0        | 1.63 | [ 94 ]  |
| 1996 | John Smoltz           | Atlanta Braves        | 24–8   | 0        | 2.94 | [ 95 ]  |
| 1997 | Pedro Martínez        | Montreal Expos        | 17–8   | 0        | 1.90 | [ 96 ]  |
| 1998 | Tom Glavine           | Atlanta Braves        | 20–6   | 0        | 2.47 | [ 97 ]  |
| 1999 | Randy Johnson         | Arizona Diamondbacks  | 17–9   | 0        | 2.49 | [ 98 ]  |
| 2000 | Randy Johnson         | Arizona Diamondbacks  | 19–7   | 0        | 2.64 | [ 99 ]  |
| 2001 | Randy Johnson         | Arizona Diamondbacks  | 21–6   | 0        | 2.49 | [ 100 ] |
| 2002 | Randy Johnson         | Arizona Diamondbacks  | 24–5   | 0        | 2.32 | [ 101 ] |
| 2003 | Éric Gagné            | Los Angeles Dodgers   | 2–3    | 55       | 1.20 | [ 102 ] |
| 2004 | Roger Clemens         | Houston Astros        | 18–4   | 0        | 2.98 | [ 103 ] |
| 2005 | Chris Carpenter       | St. Louis Cardinals   | 21–5   | 0        | 2.83 | [ 104 ] |
| 2006 | Brandon Webb          | Arizona Diamondbacks  | 16–8   | 0        | 3.10 | [ 105 ] |
| 2007 | Jake Peavy            | San Diego Padres      | 19–6   | 0        | 2.54 | [ 106 ] |
| 2008 | Tim Lincecum          | San Francisco Giants  | 18–5   | 0        | 2.62 | [ 107 ] |
| 2009 | Tim Lincecum          | San Francisco Giants  | 15–7   | 0        | 2.48 | [ 108 ] |
| 2010 | Roy Halladay          | Philadelphia Phillies | 21–10  | 0        | 2.44 | [ 109 ] |
| 2011 | Clayton Kershaw       | Los Angeles Dodgers   | 21–5   | 0        | 2.28 | [ 110 ] |
| 2012 | R.A. Dickey           | New York Mets         | 20–6   | 0        | 2.73 | [ 111 ] |
| 2013 | Clayton Kershaw       | Los Angeles Dodgers   | 16–9   | 0        | 1.83 | [ 62 ]  |
| 2014 | Clayton Kershaw       | Los Angeles Dodgers   | 21–3   | 0        | 1.77 |         |
| 2015 | Jake Arrieta          | Chicago Cubs          | 22–6   | 0        | 1.77 | [ 63 ]  |
| 2016 | Max Scherzer          | Washington Nationals  | 20-7   | 0        | 2.96 | [ 64 ]  |
| 2017 | Max Scherzer          | Washington Nationals  | 16-6   | 0        | 2.51 | [ 65 ]  |
| 2018 | Jacob deGrom          | New York Mets         | 10-9   | 0        | 1.70 |         |
| 2019 | Jacob deGrom          | New York Mets         | 11–8   | 0        | 2.43 |         |
| 2020 | Trevor Bauer          | Cincinnati Reds       | 5–4    | 0        | 1.73 |         |
| 2021 | Corbin Burnes         | Milwaukee Brewers     | 11-5   | 0        | 2.43 |         |

### Plurivincitori

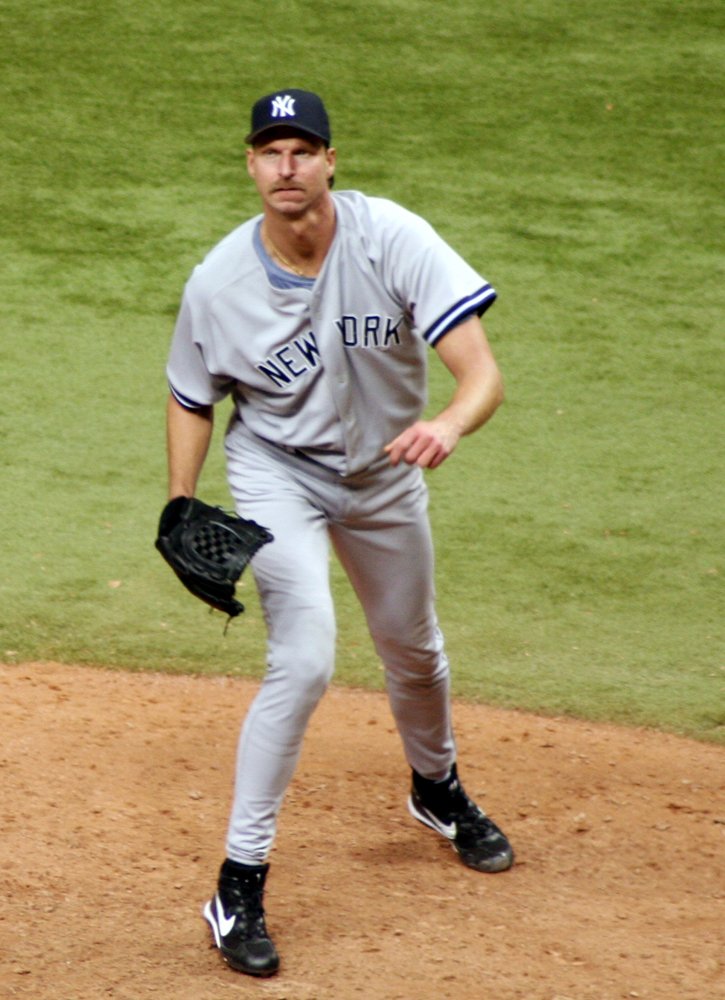
Randy Johnson, cinque volte vincitore.

Al 2019, 21 lanciatori hanno vinto il premio più di una volta. Roger Clemens detiene il record come più premiato con i suoi sette riconoscimenti, Greg Maddux (1992-1995) e Randy Johnson (1999-2002) detengono il record per il maggior numero di premi vinti consecutivamente. Sandy Koufax è l'unico lanciatore ad aver vinto più volte il premio durante il periodo in cui questo era assegnato per entrambe le leghe. Clemens, Johnson, Pedro Martínez, Gaylord Perry, Roy Halladay e Max Scherzer sono gli unici giocatori ad aver vinto il premio sia nell'American League che nella National League. Clayton Kershaw, nel 2014, è stato l'ultimo giocatore ad aver vinto nella stessa stagione il Cy Young Award e il MLB MVP Award.
| Lanciatore       | Premi | Anni                                     |
| ---------------- | ----- | ---------------------------------------- |
| Roger Clemens    | 7     | 1986, 1987, 1991, 1997, 1998, 2001, 2004 |
| Randy Johnson    | 5     | 1995, 1999, 2000, 2001, 2002             |
| Steve Carlton    | 4     | 1972, 1977, 1980, 1982                   |
| Greg Maddux      | 4     | 1992, 1993, 1994, 1995                   |
| Sandy Koufax     | 3     | 1963, 1965, 1966                         |
| Pedro Martínez   | 3     | 1997, 1999, 2000                         |
| Jim Palmer       | 3     | 1973, 1975, 1976                         |
| Tom Seaver       | 3     | 1969, 1973, 1975                         |
| Clayton Kershaw  | 3     | 2011, 2013, 2014                         |
| Max Scherzer     | 3     | 2013, 2016, 2017                         |
| Bob Gibson       | 2     | 1968, 1970                               |
| Tom Glavine      | 2     | 1991, 1998                               |
| Denny McLain     | 2     | 1968, 1969                               |
| Gaylord Perry    | 2     | 1972, 1978                               |
| Bret Saberhagen  | 2     | 1985, 1989                               |
| Johan Santana    | 2     | 2004, 2006                               |
| Tim Lincecum     | 2     | 2008, 2009                               |
| Roy Halladay     | 2     | 2003, 2010                               |
| Corey Kluber     | 2     | 2014, 2017                               |
| Justin Verlander | 2     | 2011, 2019                               |
| Jacob deGrom     | 2     | 2018, 2019                               |